# Архиепископ Ренна
Архиепи́скоп (до 1859 — епископ) Ре́нна — глава Реннской архиепархии Римско-католической церкви. В 1859 году Годфруа Броссе-Сен-Марк получил сан архиепископа. В настоящее время архиепископом Реннским является Николя Сушу (с 28 ноября 2008).

## Епископы и архиепископы
- епископ Модеран I (Modéran), ок.358 — 390,
- епископ Св. Иуст Реннский (Just), ок.388 (по иным сведениям)
- епископ Риотим (Riothime), 392—403,
- епископ Эллеран (Elleranus), или Электран (Electranus) I, 405—430,
- епископ Иоанн Альбий (Johannes Albius), (по иным сведениям)
- епископ Фебедиол I (Febediolus) I, 394 ?-439 (по иным сведениям)
- епископ Артемий (Arthemius), или Атений (Athenius) 461—465 ?, участник Турского собора 461 г. и Ваннского собора 465 г.
- епископ Св. Аманд Реннский[фр.] (Amand) 478, прославлен в 505,
- епископ Св. Меланий Реннский[фр.] (Melanius), 505 или 511—530, прославлен в 530 г.
- епископ Фебедиол II, 530 ?-560, участник Орлеанского собора 549 г.
- епископ Св. Виктурий Реннский (Victurius), 560 ?- ок.586, участник Турского собора 567 г., прославлен в 586 г.
- епископ Хаимоальд (Haimoaldus), ок.586 ?-?
- святой Гульвен Леонский, ? -? ок.616
- епископ Св. Риотер Реннский, прославлен в 650,
- епископ Дуриотер (Durioterus), + ок. 655?? участник Шалонского собора 655 г.
- епископ Вильгельм (Guillaume), 655- + 686?
- епископ Св. Дидье Реннский[фр.] (Didier), или Дедидерий (Dediderius) 687-?, участник Реймсского собора 681 г., прославлен в 687 ? г. (по иным сведениям)
- епископ Агафий (Agatheus), + 703?
- епископ Св. Модеран (Modéran), или Моран Реннский[итал.] (Moran), 703—720, +731
- епископ Аурисканд (Auriscandus), ок.720 ?
- епископ Ротанд (Rothandus), ок.725?
- епископ Стефан (Stephanus), ок.752?
- епископ Гернобрий (Gernobrius), ок.840, участник собора в Куйёрси (Quierci) 849 г.,
- епископ Св. Варнарий Реннский[фр.] (Warnarius), или Варнер (Warnaires), или Гарнье (Garnier), ?-ок.859, прославлен в 866 г.,
- епископ Св. Электран Реннский[фр.] (Electrannus), или Электрамн (Electramnus) 866-ок.900 ?, по иным сведениям прославлен в 871 г.,
- епископ Св. Нордоард Реннский[фр.] (Nordoardus), ок.950? прославлен в 954 г.
- епископ Аурисканд II, ок.987-990
- епископ Теобальд Гуалтерий (Theobaldus Gualterius), 990-ок.1020
- епископ Гарен (Garin), или Гуарин (Guarinus), ок.1020-ок.1037
- епископ Трискан (Triscanus), 1037 ?-1040 ?
- епископ Менон (Mainon), ок.1040-1076
- епископ Сильвестр де ла Герш 1076—1093
- епископ Марбод Реннский 1096—1123
- епископ Руо, или Ротальд 1123—1126
- епископ Амелен 1127—1141
- епископ Ален I 1141—1156
- епископ Этьенн де ла Рошфуко 1156—1166
- епископ Робер I 1166—1167
- епископ Этьенн де Фужер 1168—1178
- епископ Филипп 1179—1181
- епископ Жак I 1181?-1183
- епископ Эрбер 1184—1198
- епископ Пьер де Динан 1199—1210
- епископ Анри
- епископ Пьер де Фужер 1210—1222
- епископ Жосселен де Монтобан 1223—1234
- епископ Ален II 1235—1239
- епископ Жан Жикель 1239—1258
- епископ Жиль I 1258—1259
- епископ Морис де Трезигиди 1260—1282
- епископ Гильом де ла Рош-Танги 1282—1297
- епископ Жан де Самуа 1297?-1299
- епископ Жиль II 1299 до ок. 1304
- епископ Ив I упом. в 1304
- епископ Жиль III упом. в 1306
- епископ Гильом
- епископ Ален III де Шатожирон 1311—1327
- епископ Ален IV де Шатожирон 1327—1328
- епископ Гильом Увруэн 1328—1345
- епископ Ив де Росмадек 1345—1347
- епископ Аркан (Арто) 1349—1354
- епископ Пьер де Лаваль 1354—1357
- епископ Гильом Пулар 1357—1359
- епископ Пьер Бенуа 1359—1363
- епископ Рауль де Треаль 1364—1383
- епископ Гильом Бри 1385—1386
- епископ Антуан де Ловье 1386—1389
- епископ Ансельм де Шантемерль 1389—1427
- епископ Гильом Брийе 1427—1447
- епископ Робер де ла Ривьер 1447—1450
- епископ Жан де Коэтки 1450
- епископ Жак д’Эспине-Дюресталь 1450—1481
- епископ Мишель Гибе 1482—1502
- кардинал Робер Гибе 1502—1506
- епископ Ив Майёк 1507—1541
- епископ Клод Додьё 1541—1558
- епископ Бернарден де Бошетель (Бушеле) 1558—1565
- епископ Бертран де Марийяк 1565—1573
- епископ Эмар Эннекен 1573—1596
- кардинал Арно д’Осса 1596—1599
- кардинал Серафен Оливье-Резали 1599—1602
- епископ Франсуа Л’Аршиве 1602—1619
- епископ Пьер Корнюлье 1619—1639
- епископ Анри де Ла Мот-Уданкур 1639—1661
- епископ Шарль Франсуа де ла Вьёвиль 1664—1676
- епископ Дени-Франсуа Бутийе де Шавиньи 1676—1677
- епископ Жан-Батист де Бомануар де Лаварден 1677—1711
- епископ Кристоф Луи Тюрпен де Крессе де Санзе 1712—1723
- епископ Шарль Луи Огюст Ле Тоннелье де Бретёй 1723—1732
- епископ Луи-Ги Герапен де Вореаль 1732—1758
- епископ Жан-Антуан де Тушбёф-Бомон де Жюни 1759—1761
- епископ Анри-Луи-Рене де Но 1761—1770
- епископ Франсуа Баро де Жирак 1770—1790 (1802)
- епископ Клод Ле Ко 1791—1801
- епископ Жан Батист Мари де Майе де Ла Тур Ландри 1802—1804
- епископ Этьенн Селестен Энош 1805—1819
- епископ Шарль Манне 1819—1824
- епископ Клод Луи де Лекан 1825—1841
- кардинал Годфруа Броссе-Сен-Марк 1841—1878
- кардинал Шарль-Филипп Пляс 1878—1893
- архиепископ Жан-Натали-Франсуа Гонандар 1887—1893
- кардинал Гийом-Мари-Жозеф Лабуре 1893—1906
- кардинал Огюст-Рене Дюбур 1906—1921
- кардинал Алексис-Арман Шаро 1921—1930
- архиепископ Рене-Пьер Миньен 1931—1939
- кардинал Клеман-Эмиль Рок 1940—1964
- кардинал Поль-Жозеф-Мари Гуйон 1964—1985
- архиепископ Жак Жюльен 1985—1998
- архиепископ Франсуа Сен-Макари (1998—2007)
- архиепископ Пьер д’Орнелла (2007 — по настоящее время).

## Источник
- Konrad Eubel, Hierarchia Catholica Medii Aevi, vol. 1 Архивная копия от 9 июля 2019 на Wayback Machine, стр. 416—417; vol. 2 Архивная копия от 4 октября 2018 на Wayback Machine, стр. 221—222; vol. 3 Архивная копия от 21 марта 2019 на Wayback Machine, стр. 283; vol. 4 Архивная копия от 4 октября 2018 на Wayback Machine, стр. 293; vol. 5, стр. 330—331; vol. 6, стр. 354 (лат.)